# Kościół Mariacki w Bad Segeberg
Kościół Mariacki (niem. Marienkirche) – romańska świątynia luterańska znajdująca się w niemieckim mieście Bad Segeberg.

## Historia
Stojący tu niegdyś drewniany kościół został zniszczony w roku 1138 przez najazdy wendyjskie. Budowę obecnej świątyni rozpoczęto w roku 1156 na polecenie biskupa Wicelina, pierwsza wzmianka o kościele pochodzi z roku 1199. Około roku 1240 wzniesiono wieżę. W 1522 kościół przeszedł w ręce protestantów, w 1564 zlikwidowano przykościelny klasztor augustianów. Absyda została zniszczona podczas wojny trzydziestoletniej, na jej miejscu postawiono ścianę z cegieł i kamienia polnego. W 1764 budynek został przebudowany w stylu barokowym, w  1863 roku świątynię odrestaurowano oraz dodano od zewnątrz elementy neoromańskie. Od 2002 trwa generalny remont obiektu.

## Architektura
Kościół romański, o układzie bazylikowym, wzniesiony z cegły. Sklepienie świątyni jest najstarszym ceglanym sklepieniem romańskim w historii. Nawy boczne są długie na 6 przęseł, nawa główna – na 3 przęsła (jedno przęsło nawy głównej odpowiada dwóm przęsłom naw bocznych). Posiada jednonawowy transept. Kościół jest długi na około 50 metrów.

## Wyposażenie
Wnętrze zdobi późnogotycki ołtarz szafiasty z około roku 1515, ze scenami męki Chrystusa, Zmartwychwstania, Wniebowstąpienia, Zesłania Ducha Świętego i sądu ostatecznego. Chrzcielnica pochodzi z roku 1447, wykonał ją z brązu mistrz Gerd Klinge z Bremy. Późnorenesansowa ambona powstała w roku 1612, a żyrandole pochodzą z lat 1754 i 1783. Prócz tego we wnętrzu znajduje się późnogotycki krucyfiks z około 1500 roku i epitafium upamiętniające Gerdta Walstorpa, wykonane przez jego wnuka, Heinricha Rantzaua, w roku 1562.
Organy zostały wykonane w warsztacie Marcussen & Søn w roku 1873 oraz przebudowane w 1937 i 1959. Przez liczne usterki zostały one zdemontowane w 2021 roku i sprzedane polskiemu organmistrzowi. Na rok 2025 planowane jest zainstalowanie nowego instrumentu z warsztatu Claudiusa Winterhaltera.
Na wieży kościoła zawieszone są 4 dzwony: najstarszy z nich pochodzi z roku 1731, przetrwał on II wojnę światową na tzw. cmentarzu dzwonów pod Hamburgiem. Dwa mniejsze dzwony wykonano w roku 1964, a największy odlano ze stali w 1927 roku.

## Galeria

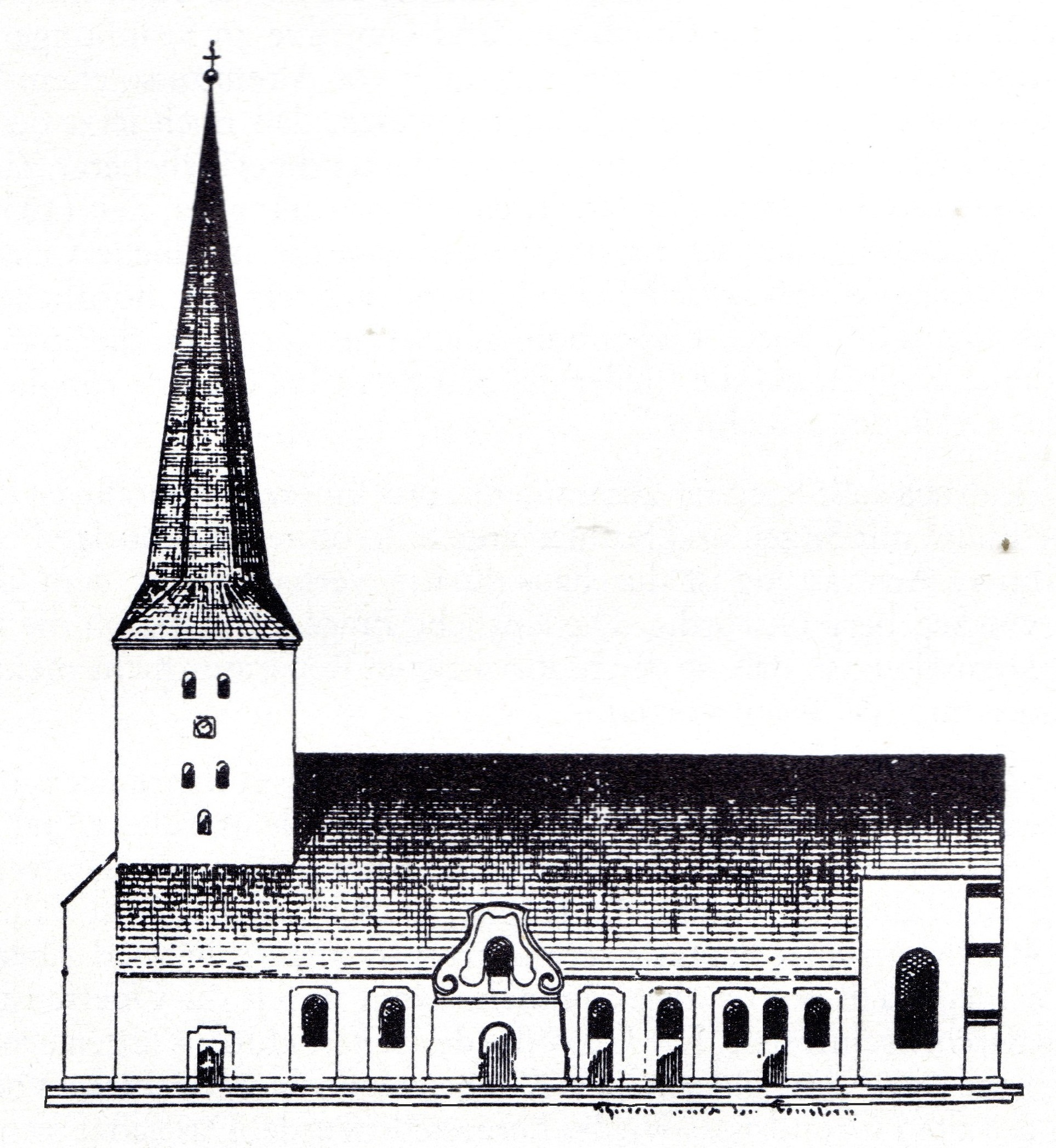
Widok po barokowej przebudowie
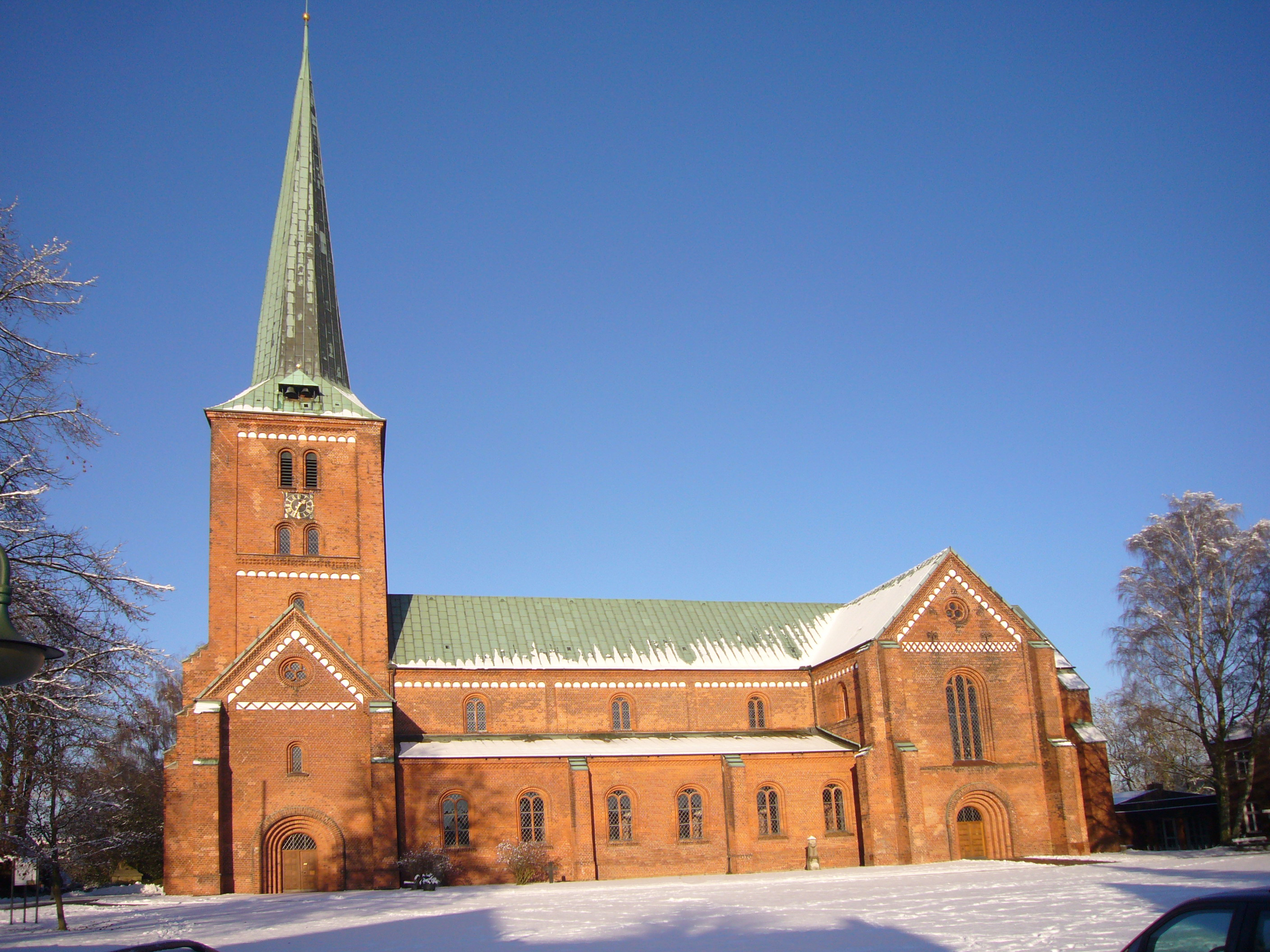
Elewacja południowa
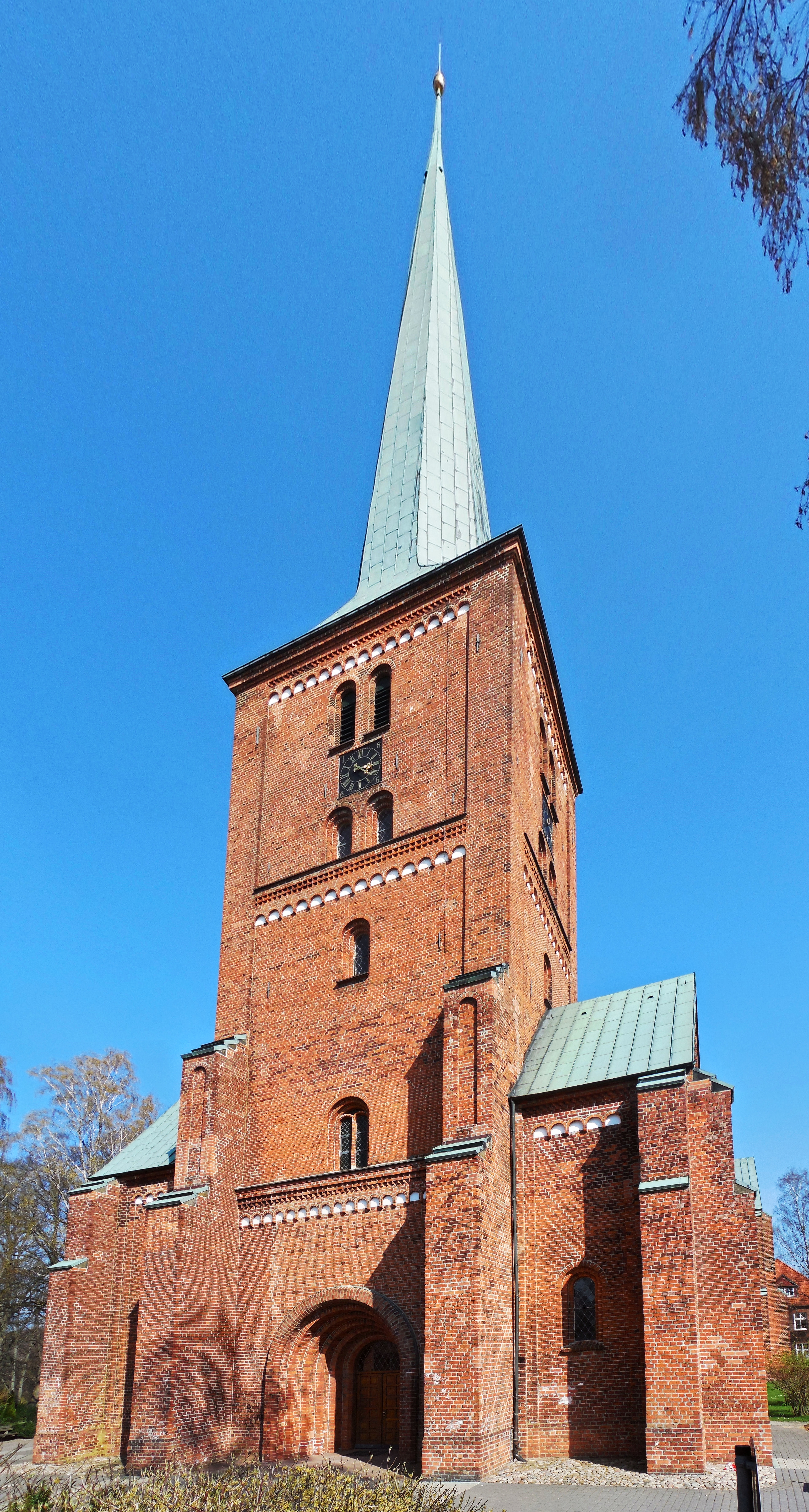
Fasada
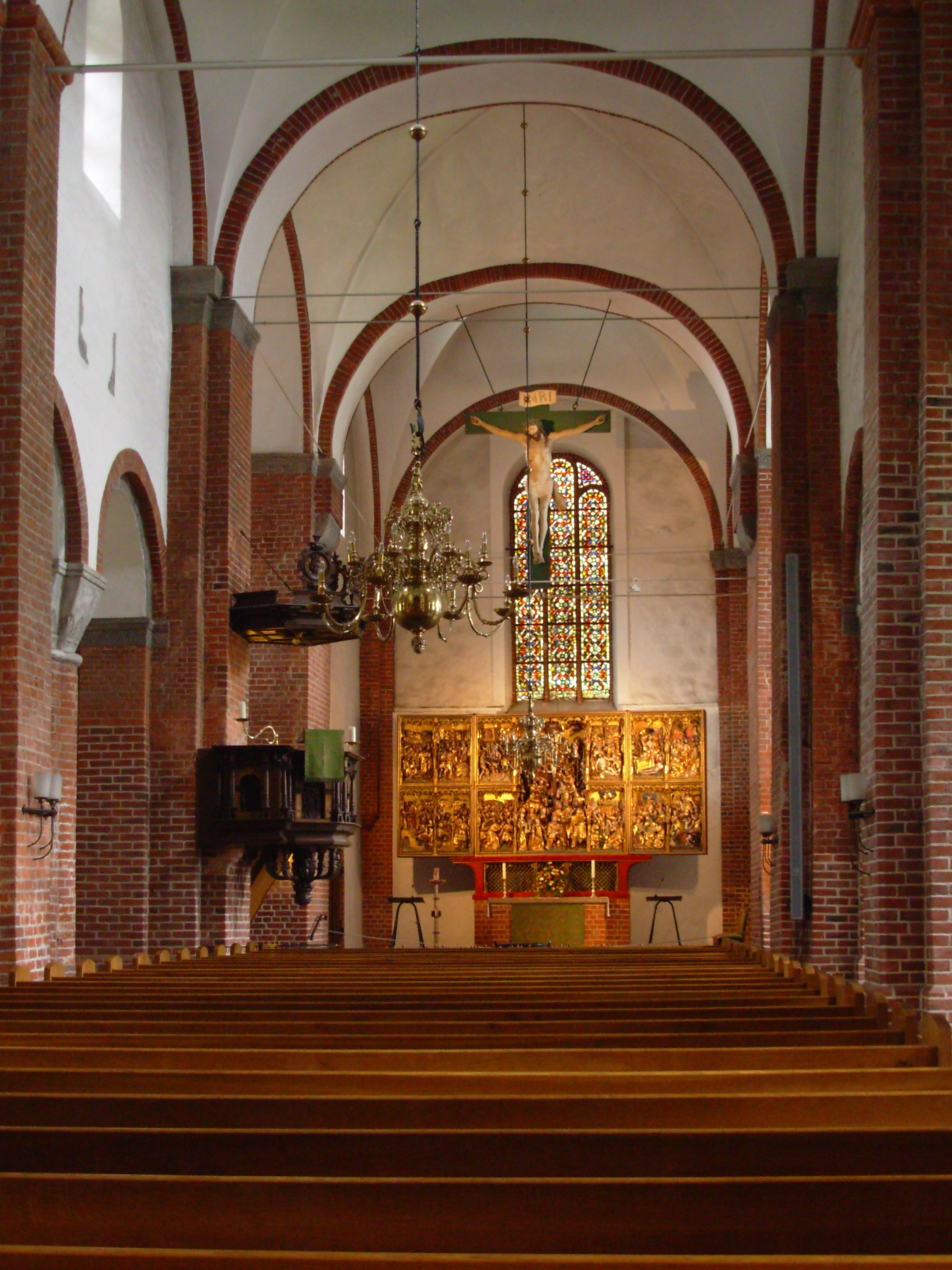
Wnętrze
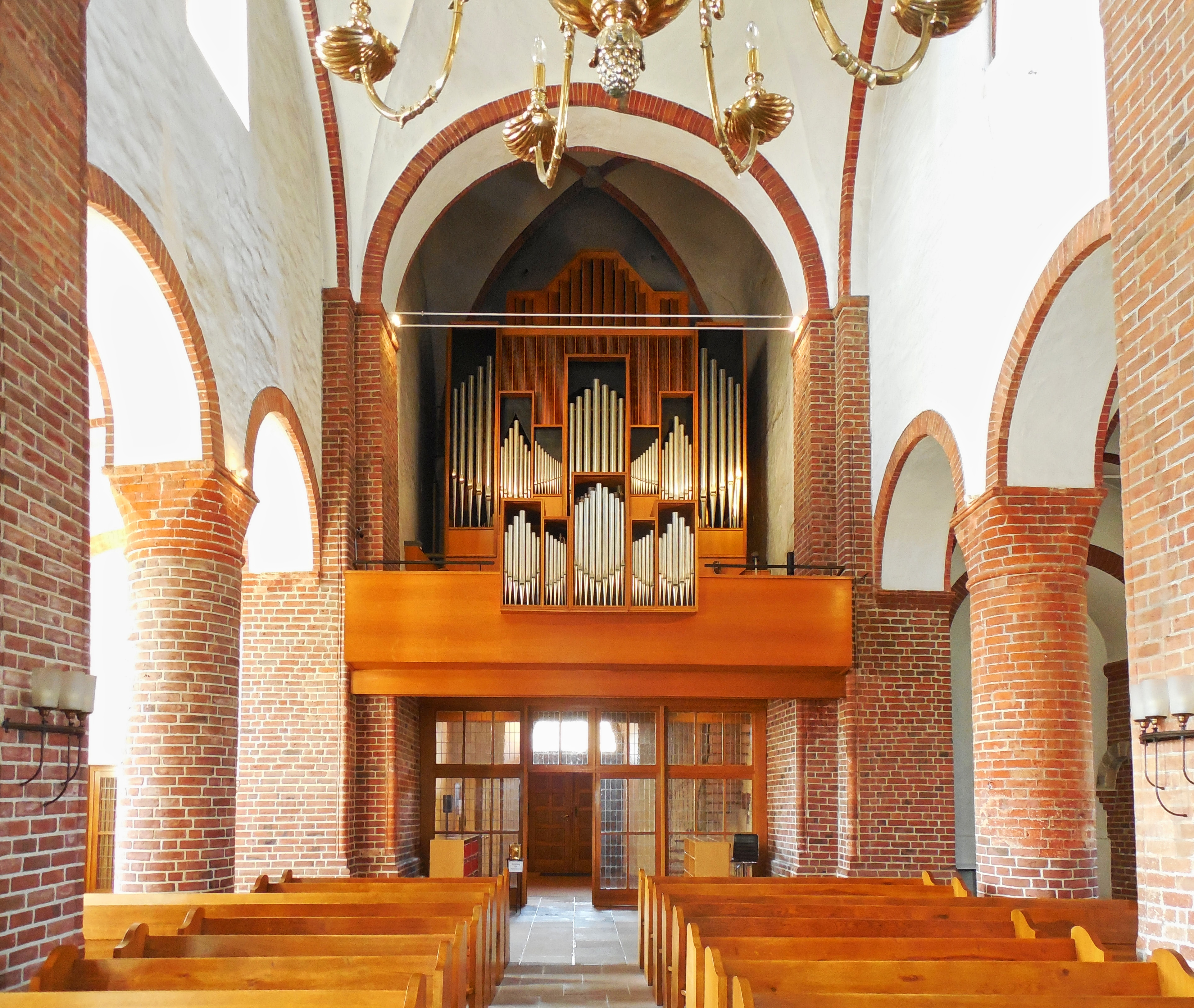
Organy przed demontażem
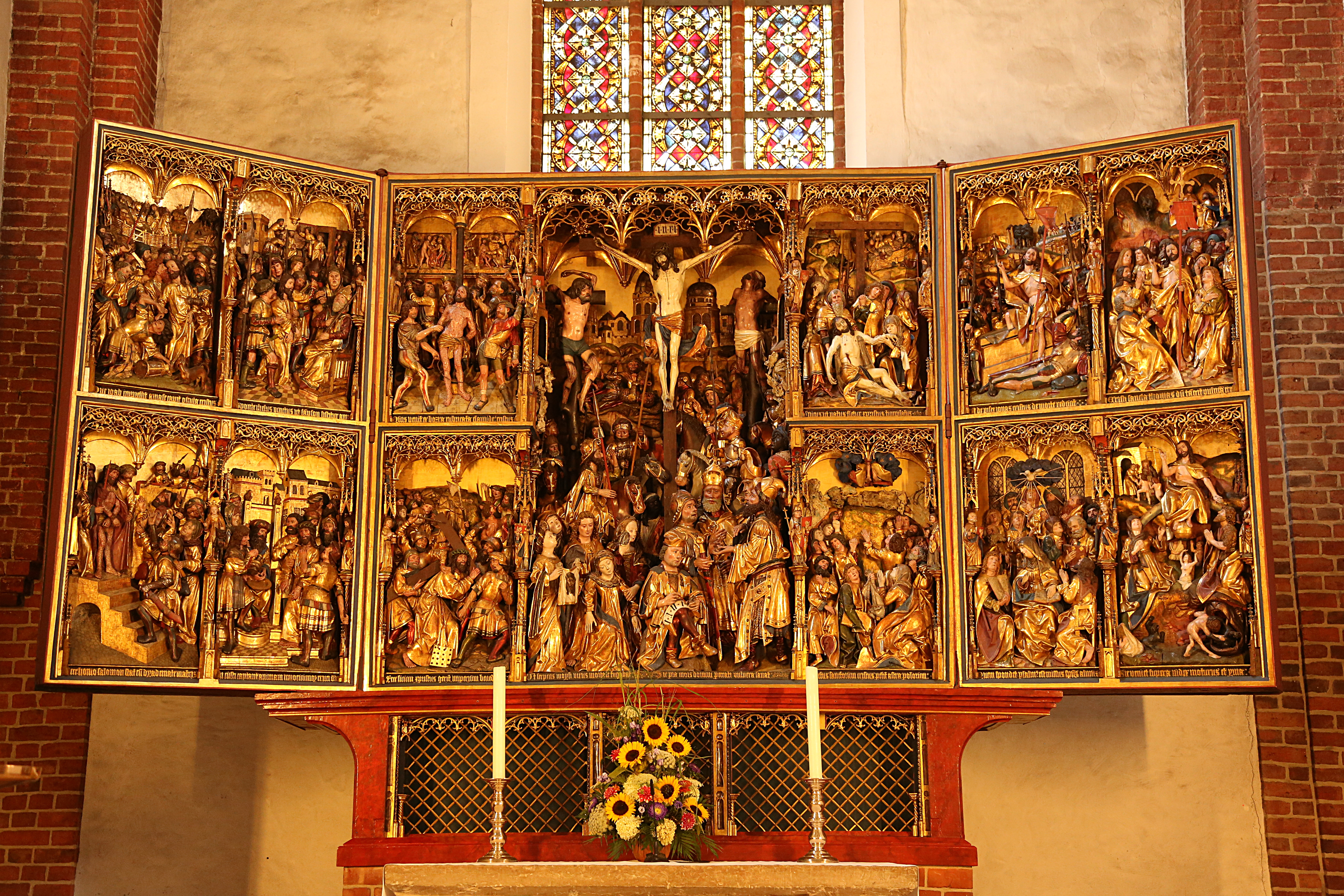
Ołtarz
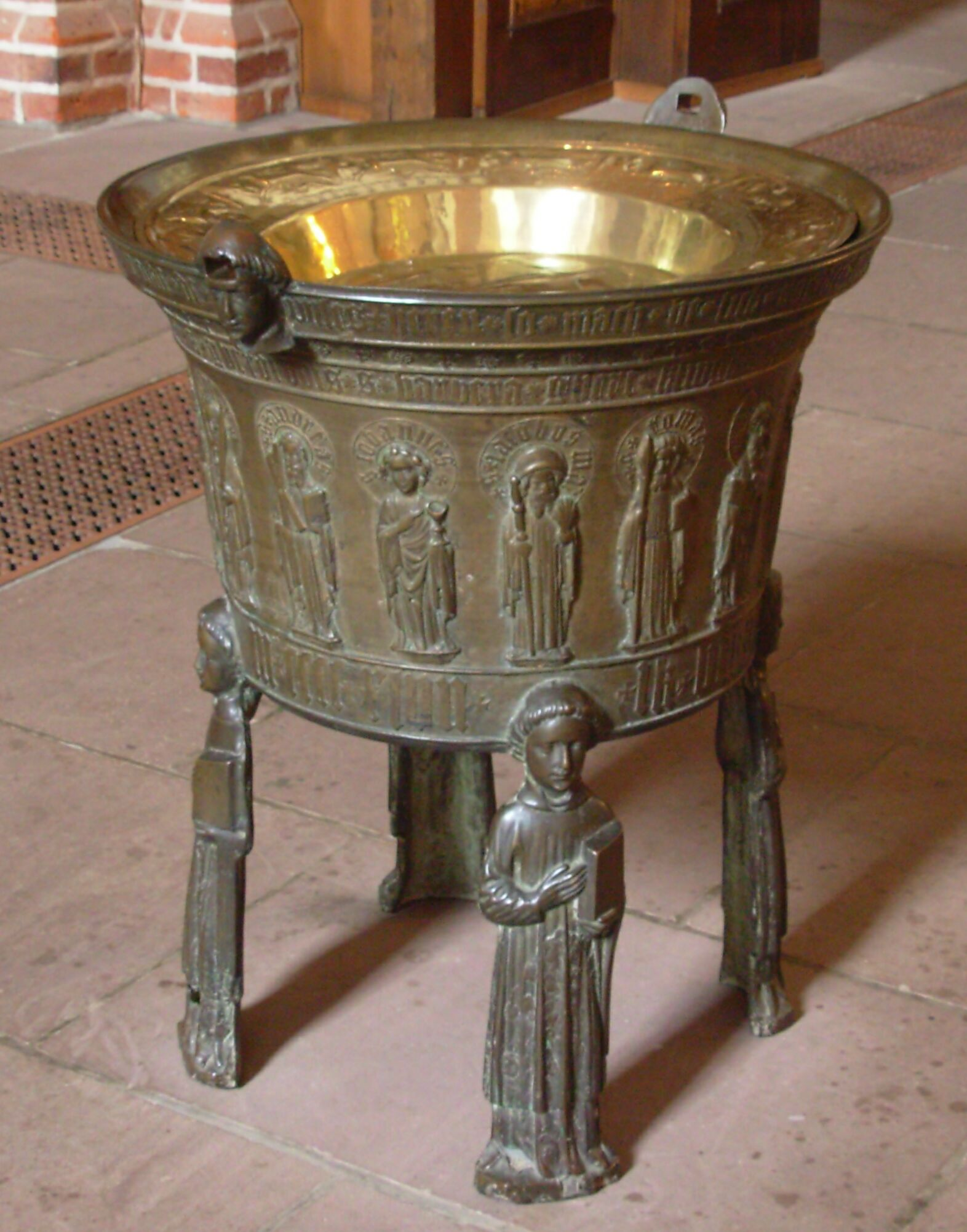
Brązowa chrzcielnica
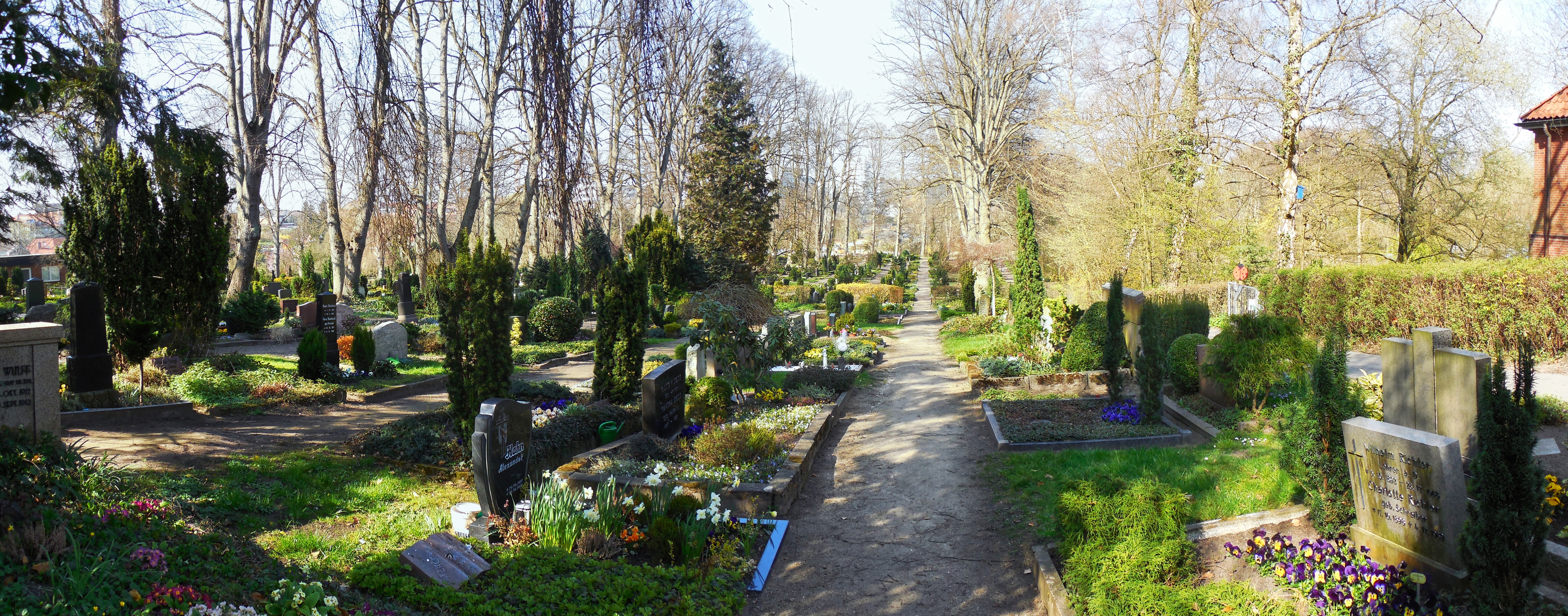
Przykościelny cmentarz